# Districtul Aïn M'lila
Aïn M'lila este un district din provincia Oum El Bouaghi, Algeria.